# Massif de Larra-Belagua
Massif de La Pierre Saint-Martin
Pour les articles homonymes, voir Larra.
Cet article possède un paronyme, voir Lara.
Le massif de Larra et Belagua (côté espagnol), ou encore le massif de La Pierre Saint-Martin (côté français), est un massif montagneux situé dans les Pyrénées au nord-est de la communauté forale de Navarre (Espagne), à l'entrée de la vallée de Roncal, formant une frontière naturelle avec la France au nord et la province de Huesca au sud-est.

## Toponymie
Selon la toponymie basque, le morphème lar- signifie lande, lieu où les bergers font paître leurs animaux. Larra signifierait simplement « la lande ».

## Géographie

### Situation

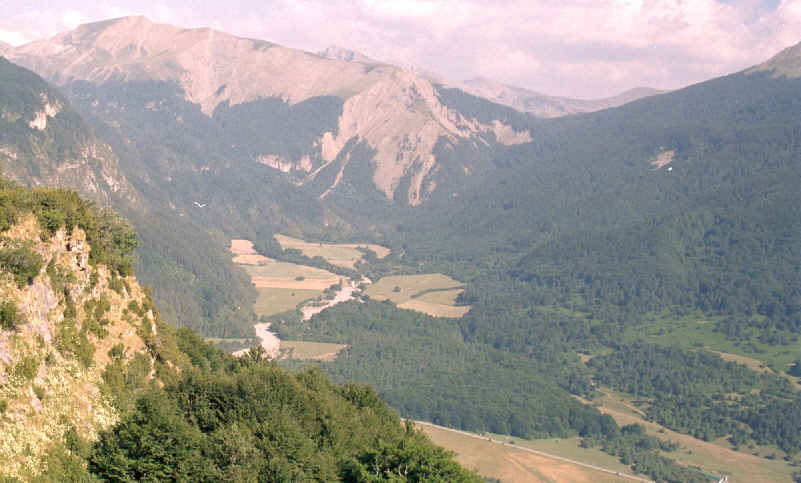
Vallée de Belagua.

La plus grande partie du massif se trouve en Espagne, dans la communauté forale de Navarre. La partie française du massif se trouve dans le sud du département des Pyrénées-Atlantiques, principalement dans les communes d'Arette et de Sainte-Engrâce.

### Principaux sommets
D'autres sommets ne sont pas nommés, si ce n'est très localement ; ils apparaissent seulement comme points cotés sur les cartes topographiques.

### Géologie

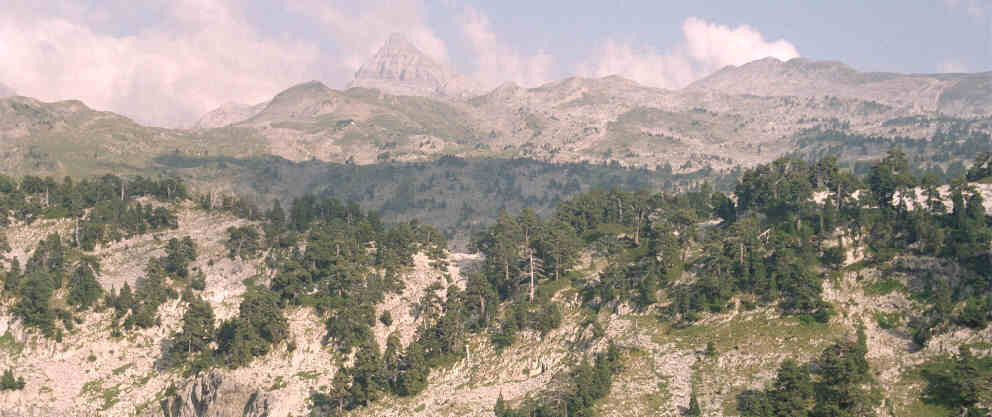
Massif karstique de Larra.

Le Larra-Belagua est un immense massif de roche calcaire qui s'élève à plus de 2 000 mètres d'altitude. Sa surface relativement plate révèle un ensemble karstique de grande importance. La zone haute est un grand lapiaz, irrégulier et fractionné, dans lequel l'eau par son action a ouvert des crevasses profondes qui font du site un véritable parc spéléologique. Le karst de ce massif « est caractérisé par une morphologie alpine typique : lapiés de ruissellement et de fractures, banquettes structurales (Arres), puits à neige et glaciers souterrains, dépressions, vallons et cirques-dolines d'origine glacio-karstique ».
On y trouve un des gouffres les plus profonds du monde, la Sima de San Martín (« gouffre de La Pierre Saint-Martin ») alias Pozzo Lépineux (« puits Lépineux ») ; c'est l'une des entrées du grand réseau de la Pierre-Saint-Martin qui développe ses puits, salles et galeries sur plus de 80 kilomètres.
Cette « éponge rocheuse » draine sur le versant espagnol la rivière Belagua qui a formé la vallée de Belagua (es), un site naturel remarquable, couvert de forêts.

#### Principales cavités souterraines
Elles sont classées au 1er janvier 2020 par profondeur et développement,.
| Cavité naturelle                        | Profondeur (en mètres) | Développement (en mètres) | Coordonnées (WGS 84)              |
| --------------------------------------- | ---------------------- | ------------------------- | --------------------------------- |
| Complexe Pierre Saint Martin - Partages | 1 410                  | 87 850                    | 42° 58′ 05″ N, 0° 46′ 09″ O       |
| BU.56 - La Puertas de Illamina          | 1 340                  | 35 711                    | 42° 55′ 37″ N, 0° 45′ 28″ O       |
| Réseau de Soudet                        | 1 188                  | 10 745                    | 42° 58′ 51″ N, 0° 45′ 24″ O       |
| Réseau d'Anialarra                      | 853                    | 50 161                    | 42° 57′ 05″ N, 0° 44′ 59″ O       |
| Arrestelia                              | 835                    | 59 600                    | 42° 59′ 09″ N, 0° 50′ 51″ O       |
| Réseau Lonné-Peyret                     | 831                    | 34 240                    | 42° 58′ 30″ N, 0° 45′ 51″ O       |
| AN.8                                    | 819                    | 9 190                     | 42° 57′ 07″ N, 0° 46′ 37″ O       |
| Gouffre du Couey Lotge                  | 733                    | 8 700                     | 42° 59′ 02″ N, 0° 44′ 44″ O       |
| UK.4 - Sima de Ukerdi Abajo             | 717                    | 4 600                     | 42° 56′ 24″ N, 0° 47′ 08″ O       |
| Grotte d'Arphidia                       | 712                    | 22 573                    | 42° 58′ 45″ N, 0° 47′ 46″ O       |
| Gouffre Romy                            | 705                    | 8 060                     | 42° 58′ 54″ N, 0° 43′ 18″ O       |
| Grotte de l'Ours - Pérdida Sanchogarde  | 622                    | 9 020                     | 42° 56′ 48″ N, 0° 48′ 35″ O       |
| Chipi Josetteko Leze Handia             | 553                    | 3 500                     | 42° 58′ 05″ N, 0° 47′ 52″ O       |
| Sima del Tobozo                         | 522                    | 7 520                     | 42° 56′ 00″ N, 0° 45′ 41″ O       |
| E 2000                                  | 530                    | 3 200                     | 42° 55′ 03″ N, 0° 43′ 43″ O       |
| Z 127 - Sima Garibal                    | 530                    | 1 490                     | 42° 57′ 18″ N, 0° 47′ 48″ O       |
| Sima de la Quietud                      | 517                    | 1 000                     | 42° 55′ 14,79″ N, 0° 44′ 52,03″ O |

### Flore et faune
Dans les zones supérieures du massif, on note la présence du pin à crochet en groupes plus ou moins importants qui profitent du peu de terre disponible entre les roches du lapiaz. Une forêt plus importante a été déclarée et protégée sous le nom de Réserve intégrale d'Ukerdi. Dans les zones inférieures se développent des forêts de hêtres et de sapins, dont il existe également une zone protégée, la Réserve intégrale du barranco d'Aztaparreta, qui n'a jamais été exploitée.
La faune de zone est également riche et on note la présence de l'ours, de l'isard, de l'aigle royal, du gypaète barbu, du Grand Tétras et de bien d'autres espèces.